# 小針落
小針落（こばりおとし）は埼玉県行田市を流れる用水路である。「落」は排水路であることを示す。野通川の上流にあたる。古代蓮の里付近から行田市小針内を東に流れて旧忍川左岸にある野通川起点で野通川と接続する。江戸時代の享保年間に埼玉沼が干拓された際に排水路として残された水路である。流域は主に水田などの農地として利用されている。

## 参考資料
- 埼玉沼(さきたまぬま)とは？ 意味や使い方 コトバンク